# Oestrus fasciculosus
Oestrus fasciculosus är en tvåvingeart som beskrevs av Gmelin 1790. Oestrus fasciculosus ingår i släktet Oestrus och familjen styngflugor. Inga underarter finns listade i Catalogue of Life.